# Międzynarodowe Biennale Plakatu

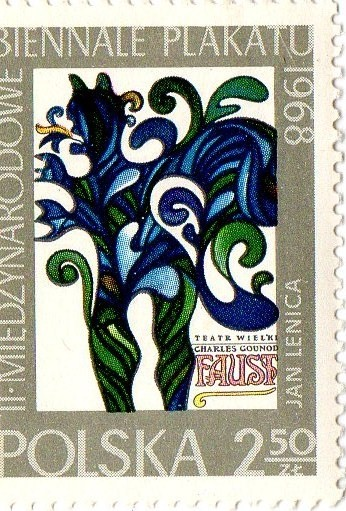
Znaczek II Biennale (1968)

Międzynarodowe Biennale Plakatu – cykliczna impreza artystyczna powołana do życia z inicjatywy polskich artystów grafików w 1966 roku, pierwsze biennale na świecie poświęcone sztuce plakatu. Odbywa się co dwa lata w Muzeum Plakatu w Wilanowie.
Warszawski konkurs towarzyszący wystawie zdobył uznanie w oczach grafików i krytyków całego świata. Objęty jest stałym patronatem Międzynarodowej Rady Stowarzyszeń Grafików Projektantów Icograda. Najsłynniejszymi laureatami tego konkursu są m.in.: Andy Warhol, Hiroshi Tanaka, Kazamusa Nagai, Hans Hillmann, Pierre Bernard, Shigeo Fukuda, Ikko Tanaka, Uwe Loesch, Milton Glaser, Paul Davis, Andre Francois, Mitsuo Katsui, Andriej Loglin, Aleksander Faldin, Henryk Tomaszewski, Jan Lenica, Roman Cieślewicz, Jan Młodożeniec, Waldemar Świerzy, Franciszek Starowieyski, Wiesław Rosocha, Jan Sawka.
Nagrody przyznawane są w kilku kategoriach: plakat ideowy, plakat promujący kulturę, plakat reklamowy, debiuty. Ponadto przyznawane są wyróżnienia honorowe, nagroda specjalna, nagroda honorowa im. Józefa Mroszczaka przyznawana przez rektora ASP w Warszawie i inne.